# District de South Wairarapa

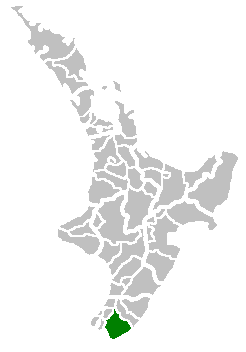
Localisation du district sur une carte de l'île du Nord.

Le district de South Wairarapa est situé dans l'extrême sud-est de l'île du Nord de la Nouvelle-Zélande, dans la région de Wellington.
Il inclut les villes de Featherston, Martinborough (connu pour ses vignobles), et Greytown. Le recensement de 2006 y a compté 8 892 habitants, dont 6 820 en région urbaine.
S'étendant sur 2 484,55 km2, il comprend le bassin du fleuve Ruamahanga et le lac Wairarapa ainsi que la partie sud de la baie de Palliser. À l'ouest des plaines on trouve les monts Rimutaka, formant la limite ouest du district ; les monts Aorangi font de même au sud-est. La pointe sud de l'île du Nord, le cap Palliser, se situe dans le district.

## Sources
- (en) South Wairarapa District Council
- (en) Final counts – census night and census usually resident populations, and occupied dwellings - Wellington Region, Statistics New Zealand

- (en) Cet article est partiellement ou en totalité issu de l’article de Wikipédia en anglais intitulé « South Wairarapa District » (voir la liste des auteurs).